# Rupert Weinstabl
Rupert Weinstabl (ur. 20 listopada 1911 w Leopoldsdorf w gminie Reingers, zm. 7 września 1953) – austriacki kajakarz, kanadyjkarz. Dwukrotny medalista olimpijski z Berlina.
Zawody w 1936 były jego jedynymi igrzyskami olimpijskimi. Srebro zdobył w kanadyjkowej dwójce na dystansie 1000 metrów, brąz w kanadyjkowej dwójce na dystansie 10 000 metrów. Partnerował mu Karl Proisl. W 1938 był złotym medalistą mistrzostw świata w dwójce na dystansie 1000 metrów oraz srebrnym na dystansie 10 000 metrów. Wspólnie z Proislem byli wówczas, po Anschlussie, reprezentantami III Rzeszy (Niemiec).